# Stożne (powiat Olecki)
Stożne (Duits: Stoosznen; 1938-1945: Stosnau) is een plaats in het Poolse woiwodschap Ermland-Mazurië, in het district Olecki. De plaats maakt deel uit van de landgemeente Kowale Oleckie.